# Bob & Carol & Ted & Alice
Bob & Carol & Ted & Alice ist ein US-amerikanischer Spielfilm von Paul Mazursky. Das Drehbuch stammt von Larry Tucker, der auch Produzent war, und Paul Mazursky. Die Hauptdarsteller waren Natalie Wood, Robert Culp, Elliott Gould und Dyan Cannon. Die Musik wurde von Quincy Jones komponiert. Kameramann war Charles Lang. Der Film war für vier Oscars nominiert. Der Film basiert auf einem Roman von Patricia Welles.

## Handlung
Bob und Carol kehren nach einem therapeutischen Wochenendseminar voller emotionaler Offenheit im Stil des Esalen-Instituts nach Los Angeles zurück. Sie teilen ihre Begeisterung für ihre neu entdeckte Philosophie sexueller Offenheit ihren eher konservativen Freunden Ted und Alice Henderson mit, die ihre Zweifel daran hegen. Kurz darauf hat der Filmemacher Bob in San Francisco während eines Filmdrehs eine Affäre mit einer jungen Produktionsassistentin. Als er nach Hause kommt, gibt er die Affäre gegenüber Carol zu und beschreibt das Ereignis als eine rein körperliche, nicht emotionale Handlung. Zu Bobs Überraschung akzeptiert Carol sein außereheliches Verhalten vollkommen. Später verrät Carol Ted und Alice fröhlich die Angelegenheit beim Verlassen einer Dinnerparty. Bobs Untreue und Carols Offenheit darüber führt bei Alice auf der Heimfahrt zu körperlichem Unbehagen. 
Mit der Zeit akzeptieren Ted und Alice, dass Bob und Carol mit ihrer sexuellen Freiheit zufrieden sind. Später gesteht Ted Bob, dass er einmal versucht war, eine Affäre einzugehen, es aber nicht durchzog. Bob sagt Ted, er solle es rational sehen und fremdgehen, da er selbst bei einer Versuchung nachher ein Schuldgefühl haben würde und so wenigstens zu Spaß komme. Bei einem weiteren Besuch in San Francisco beschließt Bob, auf eine zweite Begegnung mit der jungen Frau zu verzichten und stattdessen einen Tag früher nach Hause zurückzukehren. Als er ankommt, entdeckt er, dass Carol eine Affäre mit ihrem Tennislehrer hat. Obwohl Bob anfänglich empört ist, wird ihm schnell klar, dass es sich um eine rein körperliche Begegnung handelte, wie bei ihm. Er setzt sich hin, plaudert und trinkt sogar mit dem Mann.
Als die beiden Paare gemeinsam nach Las Vegas reisen, enthüllen Bob und Carol die Affäre von Carol. Ted gibt darauf eine kürzliche Affäre auf einer Geschäftsreise nach Miami zu. Alice ist empört und folgert, dass diese neuen Moralvorstellungen zu einer offensichtlichen Schlussfolgerung führen muss: ein Vierer, bei dem sie ihre Partner tauschen. Ted zögert und erklärt, dass er Carol „wie eine Schwester“ liebt. Später gibt er aber schließlich zu, dass er sie doch attraktiv findet. Nachdem sie darüber gesprochen haben, ziehen sich alle vier aus und steigen gemeinsam ins Bett. Bob und Alice küssen sich leidenschaftlich, genau wie Ted und Carol, aber nach wenigen Augenblicken hören alle vier einfach auf.
Am Schluss fahren die vier gemeinsam Fahrstuhl und verlassen das Casino Hand in Hand mit ihren ursprünglichen Partnern. Auf dem Parkplatz des Casinos versammeln sich Männer und Frauen unterschiedlicher Kulturen und Hautfarben. Die vier Hauptfiguren tauschen lange Blicke miteinander und den Fremden aus, was an die nonverbale Kommunikation erinnert, die zuvor im Film gezeigt wurde. In dieser letzten Szene erinnert das Titellied des Films den Zuschauer daran, dass „die Welt jetzt Liebe braucht“. Während des Abspanns schauen sich die Paare gegenseitig in die Augen.

## Soundtrack
Die Filmmusik wurde von Quincy Jones komponiert, arrangiert und dirigiert und zeigte Jackie DeShannon mit Burt Bacharach und Hal Davids What the World Needs Now Is Love und Sarah Vaughan mit I know that my Redeemer liveth aus Teil III von Händels Messiah. Das Soundtrack-Album wurde 1969 auf dem Bell-Label veröffentlicht. The Vinyl Factory sagte: „1969 produzierte Jones diese funkelnde Partitur mit ihren aufwändigen Streicharrangements und jazzigen Zwischenspielen. Was sich nach viel Arbeit anhört, ist in einen unkonventionellen Soundtrack für einen unkonventionellen Film über sexuelles Experimentieren eingeflossen.“

### Trackliste
Alle Kompositionen von Quincy Jones, sofern nicht anders angegeben
1. „Main Title From Bob & Carol & Ted & Alice (Handel’s Hallelujah Chorus)“ (Georg Friedrich Händel adaptiert von Quincy Jones) – 2:24
2. „Sun Dance (Handel’s Messiah Pt. 3)“ (Händel adaptiert von Jones) – 3:46
3. „Giggle Grass“ – 2:30
4. „Sweet Wheat“ – 3:31
5. „What The World Needs Now (Instrumental)“ (Burt Bacharach, Hal David) – 3:07
6. „What The World Needs Now“ (Bacharach, David) – 3:48
7. „Celebration of Life (Instrumental) (Handel’s Hallelujah Chorus)“ (Händel adaptiert von Jones) – 2:54
8. „Sun Dance (Instrumental) (Handel’s Messiah Pt. 3)“ (Händel adaptiert von Jones) – 3:31
9. „Dynamite“ – 2:34
10. „Flop Sweat“ – 3:27

## Rezeption
Bob & Carol & Ted & Alice war ein Erfolg an den Kinokassen und bei den Kritikern. Im Filmjahr 1969 war er mit 31.208.099 US-Dollar der Film mit dem fünfthöchsten Einspielergebnis.
Der Film erreicht bei Rotten Tomatoes eine Bewertung von 78 %, basierend auf 32 Kritiken. Der Filmdienst schrieb: „Weitgehend witzige Satire auf menschliche Unzulänglichkeiten und auf die Ideale der ‘Love Generation’. Obwohl im parodistischen Eifer nicht immer zielsicher, besitzt Paul Mazurskys Frühwerk als selbstironisches Porträt der bewegten spätsechziger Jahre seinen Reiz.“

## Auszeichnungen
Bob & Carol & Ted & Alice war bei der Oscarverleihung 1970 für die beste Kamera, das beste Originaldrehbuch, den besten Nebendarsteller (Elliott Gould) und die beste Nebendarstellerin (Dyan Cannon) nominiert.
1969 erhielt er den New York Film Critics Awards für die beste Nebendarstellerin und das beste Drehbuch sowie den Writers Guild of America Award für die beste amerikanische Komödie die nicht auf einer Vorlage basiert.

## Fernsehadaption
1973 und 1974 wurde von Screen Gems für den US-Sender ABC eine gleichnamige, kurzlebige Sitcom produziert, die auf dem Film basiert. Darsteller waren Anita Gillette, Robert Urich, David Spielberg und Anne Archer. Die damals zehnjährige Jodie Foster trat als Tochter von Ted und Alice auf. Im Film hatten die beiden einen Sohn.
Da der Film eindeutig sexueller Natur war, wurde er mit einem R-Rating eingestuft. Für die Serie musste der Inhalt entschärft werden und die Figuren waren deutlich schwächer in ihren Aussagen und Überzeugungen über Sex. Die Serie lief schlecht und wurde deshalb nach einer Staffel beendet.

## In der Populärkultur
- Eine Folge von New Girl im Jahr 2016 hieß „Bob & Carol & Nick & Schmidt“.
- Zusammen mit Blume in Love (1973) war Bob & Carol & Ted & Alice 2014 der Eröffnungsfilm für Quentin Tarantinos New Beverly Cinema in Los Angeles.